# スティーヴン・ノリントン
スティーヴン・ノリントン（Stephen Norrington、1964年 - ）は、イギリス・ロンドン出身の映画監督。

## 来歴
ノリントンの映画業界での初仕事は特殊効果として『エイリアン』に参加したことであり、続いて『スプリット・セカンド』に特殊効果として参加した。1994年に『デス・マシーン』で初監督を務め、1998年の『ブレイド』のヒットにより知名度を上げた。しかし、ノリントンは世界的ヒットを上げたにもかかわらず、続編の監督を降板し『リーグ・オブ・レジェンド/時空を超えた戦い』の監督を務めたが、主演のショーン・コネリーと揉めたため、以降は監督を務めることはなくなった。
『リーグ・オブ・レジェンド/時空を超えた戦い』公開後は『ゴーストライダー』の製作に参加していたが、コロンビア ピクチャーズに買収された際に降板した。また、『フレディVSジェイソン』の監督に起用されるが、ロニー・ユーと交代させられ、『インクレディブル・ハルク』の監督にも起用されていたが、最終的にルイ・レテリエと交代した。
2008年には『ザ・クロウ』の映画化を企画する。2010年には、レジェンダリー・ピクチャーズ配給のアクション・スリラー映画『The Lost Patrol』の監督・脚本を務めることが発表された。

## 主な作品
- デス・マシーン Death Machine (1995) - 監督・脚本
- ブレイド Blade (1998) - 監督
- クレイジー・ワールド The Last Minute (2001) - 製作・監督・脚本
- リーグ・オブ・レジェンド/時空を超えた戦い The League of Extraordinary Gentlemen (2003) - 監督